# Stazione di Berlino-Spindlersfeld
La stazione di Berlino-Spindlersfeld (in tedesco Berlin-Spindlersfeld) è una fermata ferroviaria di Berlino, sita nel quartiere di Köpenick.

## Movimento
La fermata è capolinea dalla linea S 47 della S-Bahn.

## Interscambi
- Fermata tram (linee 60 e 61)[2]
- Fermata autobus